# Segundo Teorema de Minkowski
En matemáticas, el segundo teorema de Minkowski es un resultado en la geometría de los números sobre los valores tomados por una norma en un látice y el volumen de su célula fundamental.

## Contexto
Sea K un cuerpo cerrado convexo centralmente simétrico de volumen positivo y finito en un espacio Euclídeo n-dimensional ℝn.  El gauge o funcional de Minkowski de distancia g respecto a K está definido por
{\displaystyle g(x)=\inf \left\{\lambda \in \mathbb {R} :x\in \lambda K\right\}.}
Conversamente, dada una norma g en ℝn, definimos K como
{\textstyle K=\left\{x\in \mathbb {R} ^{n}:g(x)\leq 1\right\}.}
Sea Γ un látice, o enrejado en ℝn.  Los mínimos sucesivos de K o g en Γ están definidos dejanto que el k-ésimo mínimo sucesivo λk sea el ínfimo de los números  λ tal que λK contiene k vectores linearmente independientes de Γ.  Tenemos 0 < λ1 ≤ λ2 ≤ ... ≤ λn < ∞.

## Enunciado
Los mínimos sucesivos satisfacen lo siguiente
{\displaystyle {\frac {2^{n}}{n!}}\operatorname {vol} \left(\mathbb {R} ^{n}/\Gamma \right)\leq \lambda _{1}\lambda _{2}\cdots \lambda _{n}\operatorname {vol} (K)\leq 2^{n}\operatorname {vol} \left(\mathbb {R} ^{n}/\Gamma \right).}

## Prueba
Una base de vectores linearmente independientes del enrejado b1 , b2 , ... bn  puede ser definida por g(bj) = λj .
La cuota inferior se demuestra considerando el politopo convexo 2n con vértices en ±bj/ λj , el cual tiene un interior contenido en K y un volumen que es 2n/n!λ1 λ2...λn veces un múltiplo entero de una célula primitiva del enrejado (lo cual puede verse escalando el politopo por un factor λj en la dirección de cada vector base para obtener 2n n-simplejos con vectores en el enrejado).
Para probar la cuota superior, consideremos las funciones fj(x)  que envían puntos x en {\textstyle K} al centroide del subconjunto de puntos en {\textstyle K} que puede ser escrito como {\textstyle x+\sum _{i=1}^{j-1}a_{i}b_{i}} para algunos números reales {\textstyle a_{i}}. Entonces, la transformaciónd de coordenadas {\textstyle x'=h(x)=\sum _{i=1}^{n}(\lambda _{i}-\lambda _{i-1})f_{i}(x)/2} tiene un determinante jacobiano {\textstyle J=\lambda _{1}\lambda _{2}\ldots \lambda _{n}/2^{n}}. Si {\textstyle p} y {\textstyle q} están en el interior de {\textstyle K} y {\textstyle p-q=\sum _{i=1}^{k}a_{i}b_{i}} (con {\textstyle a_{k}\neq 0}), entonces {\textstyle (h(p)-h(q))=\sum _{i=0}^{k}c_{i}b_{i}\in \lambda _{k}K} con {\textstyle c_{k}=\lambda _{k}a_{k}/2},  donde la inclusión en {\textstyle \lambda _{k}K} (específicamente el interior de {\textstyle \lambda _{k}K}) se debe a convexidad y simetría. Pero los puntos de enrejado en el interior de {\textstyle \lambda _{k}K} son, por definición de {\textstyle \lambda _{k}}, siempre expresables como combinación lineal de {\textstyle b_{1},b_{2},\ldots b_{k-1}},  así que cualesquiera dos puntos distintos de {\textstyle K'=h(K)=\lbrace x'|h(x)=x'\rbrace }, estos no pueden ser separados por un vector del enrejado. Por tanto, {\textstyle K'} tiene que estar encerrado en una célula primitiva del enrejado (la cual tiene volumen {\textstyle {\text{vol}}(\mathbb {R} ^{n}/\Gamma )}),  y por consiguiente {\textstyle {\text{vol}}(K)/J={\text{vol}}(K')\leq {\text{vol}}(\mathbb {R} ^{n}/\Gamma )}.